# Eulophia monticola
Eulophia monticola är en orkidéart som beskrevs av Robert Allen Rolfe. Eulophia monticola ingår i släktet Eulophia och familjen orkidéer. Inga underarter finns listade i Catalogue of Life.